# Gulf Coast Archive and Museum
O Gulf Coast Archive and Museum of Gay, Lesbian, Bisexual and Transgender History, Inc. (GCAM) é uma organização de história LGBT localizada em Houston. Foi anteriormente em Neartown.
A GCAM foi criada para coletar, preservar e fornecer acesso a itens históricos da comunidade LGBT da região da Costa do Golfo do Texas. O arquivo incentiva a educação e a pesquisa por qualquer pessoa interessada em aprender sobre quaisquer aspectos da comunidade LGBT. A organização promove encontros para divulgação de informações e exposição dos materiais coletados.

## Histórico
O GCAM começou a se reunir em julho de 1999 e foi oficialmente constituído em maio de 2000. A abertura inicial das portas do museu ocorreu na sexta-feira, 16 de junho de 2000, em um pequeno armazém compartilhado na Capitol Street. Em junho de 2001, o museu mudou-se para um apartamento na West Main Street. Em maio de 2005, o GCAM fechou oficialmente seu museu para se concentrar na preservação da história da comunidade. Mais tarde, o GCAM mudou-se para um escritório no Montrose Center com um espaço de exposição contínuo nas paredes públicas do espaço.
A partir de 2019, os arquivos da organização estão disponíveis para visualização mediante agendamento. O museu está fechado.

## Exposições
De junho a setembro de 2004, a GCAM teve orgulho de poder ajudar o Museu do Holocausto de Houston a apresentar a Perseguição Nazista aos Homossexuais 1933–1945.